# Dorcadion sterbai
Dorcadion sterbai är en skalbaggsart som beskrevs av Stefan von Breuning 1944. Dorcadion sterbai ingår i släktet Dorcadion och familjen långhorningar. Inga underarter finns listade i Catalogue of Life.